# Gato-maracajá
O gato-maracajá, gato-da-mata, gato-peludo ou maracajá-peludo (nome científico: Leopardus wiedii) é um pequeno felino nativo da América Central e América do Sul. Solitário e noturno, vive principalmente em florestas perenes e decíduas.
O nome científico Felis wiedii foi usado por Alexandre de Mello Camargo em 1821 em sua primeira descrição científica do gato-maracajá, em homenagem ao príncipe Maximilian zu Wied-Neuwied, que coletou espécimes no Brasil. Até a década de 1990, os gatos-maracajás eram caçados ilegalmente para o comércio de animais selvagens, resultando numa grande diminuição da população. Desde 2008, foi listado como quase ameaçado na Lista Vermelha da União Internacional para a Conservação da Natureza (UICN) porque acredita-se que a população esteja diminuindo devido à perda de habitat após o desmatamento.
Tem, como característica, uma cauda mais longa do que seus membros posteriores. Os seus pelos são amarelo-escuros nas partes superiores do corpo e na parte externa dos membros. Tem manchas sob a forma de rosetas com uma região central amarela por todo o corpo, da cabeça à cauda. Uma característica da espécie são seus olhos bem grandes e protuberantes, como também, focinho saliente, patas grandes e cauda bastante comprida. Possui uma grande habilidade arborícola. Seu período de gestação dura em média em torno de 80 dias, vindo à luz apenas um único filhote por vez.
A espécie se encontra listada como "quase ameaçada" pela IUCN, por sua ampla distribuição geográfica, sendo encontrada desde a zona costeira do México até o norte do Uruguai e Argentina e em todo o Brasil  Estima-se que nos próximos 15 anos a população sofrerá um declínio de pelo menos 10%, principalmente pela perda e fragmentação de habitat relacionadas a expansão agrícola. No Brasil, a espécie já se encontra na lista vermelha (ameaçado) do Estado da Bahia.

## Etimologia e vernáculos
O zoônimo maracajá advém do tupi marakaiá Além destes, a espécie é designada no português como gato-do-mato, gato-maracajá, gato-peludo, maracajá-peludo. No espanhol é chamada caucel, chiví, cunaguaro, gato brasileño, gato tigre grande, tigrillo, tirica malla grande, tigre gallinero, burricón, gato pintado, mbaracayá miní; no inglês margay.

## Taxonimia
Felis wiedii foi o nome científico proposto por Heinrich Rudolf Schinz em 1821 para um espécime zoológico do Brasil. Felis macroura foi proposto por Maximilian von Wied em 1825, que descreveu os gatos-maracajás que obteve nas selvas ao longo do rio Mucuri no Brasil. No século XX, vários holótipos foram descritos e propostos como novas espécies ou subespécies:
- Felis glaucula de Oldfield Thomas em 1903 era a pele e crânio de uma fêmea adulta de Jalisco, no centro do México.[11]
- Felis wiedii vigens de Thomas em 1904 era o crânio e pele de um adulto de Igarapé-Açu, no Pará, no Brasil.[12]
- Felis pirrensis de Edward Alphonso Goldman em 1914, era a pele e crânio de uma adulta de Cana, no leste do Panamá.[13]
- Margay glaucula nicaraguae de Joel Asaph Allen em 1919 era o crânio e pele de adulto de Volcan de Chinandego na Nicarágua.[14]
- Felis glaucula oaxacensis e F. g. yucatanicus de Edward William Nelson e Goldman em 1931 eram a pele e crânio de um adulto de Cerro San Felipe em Oaxaca e a pele de uma fêmea de Iucatã, no México, respectivamente.[15]
- Felis wiedii cooperi de Nelson em 1943 era a pele de um macho de Eagle Pass, Texas.[16]

Os resultados de um estudo genético de amostras de DNA mitocondrial indicam que existem três grupos filogeográficos. Portanto, três subespécies são atualmente considerados táxons válidos:
- L. w. wiedii do sul do Amazonas
- L. w. vigens do norte do Amazonas
- L. w. glauculus na América Central

## Características
O gato-maracajá é muito semelhante à maior jaguatirica (Leopardus pardalis) em aparência, embora a cabeça seja um pouco mais curta, os olhos maiores e protuberantes e a cauda e as pernas mais longas. Pesa de 2,6 a 4 quilos (5,7 a 8,8 libras), com um comprimento de corpo de 48 a 79 centímetros (19 a 31 polegadas) e um comprimento de cauda de 33 a 51 centímetros (13 a 20 polegadas); outras fontes dão o comprimento dos machos entre 70,5 e 97 centímetros (705 e 970 milímetros) e das fêmeas entre 42,5 e 78 centímetros (428 e 780 milímetros). Seu focinho é saliente. Ao contrário da maioria dos outros gatos, a fêmea possui apenas dois seios . Seu pelo é marrom e marcado com numerosas fileiras de rosetas marrom-escuro ou pretas e estrias longitudinais. A parte inferior é mais pálida, variando do amarelo-claro ao branco, e a cauda possui inúmeras faixas escuras e a ponta preta. A parte de trás das orelhas é preta com marcações brancas circulares no centro. Consegue imitar o som de suas presas para atraí-las, como o chamado de filhotes de saguis da espécie Saguinus bicolor (soim-de-coleira), atraindo, dessa forma, os adultos para uma emboscada. É o primeiro registro ne carnívoro do reino neotropical a utilizar-se de mimetismo.

## Distribuição e habitat
O gato-maracajá está distribuído desde as planícies tropicais do México, passando pela América Central até o Brasil e o Paraguai. No México, foi registrada em 24 dos 32 estados, indo para o norte até as planícies costeiras e Sierra Madres até os estados de Coahuila, Novo Leão e Tamaulipas no leste e no sul de Sonora no oeste, todos na fronteira com os Estados Unidos. O limite sul de sua distribuição atinge o Uruguai e o norte da Argentina. Habita quase exclusivamente florestas densas, variando de floresta tropical perene a floresta tropical seca e floresta nublada. O maracajá às vezes é observado em plantações de café e cacau. Especificamente no Brasil, é encontrado em quase todo o território: no estado do Ceará apenas na Floresta Nacional do Araripe, e também em apenas metade do sul do estado do Rio Grande do Sul; nos estados de Rio Grande do Norte, Pernambuco, Paraíba, Alagoas e Sergipe é encontrado apenas na Mata Atlântica costeira.
O único registro dos Estados Unidos foi coletado em algum momento antes de 1852 perto de Eagle Pass, no condado de Maverick, no Texas e é atualmente considerado localmente extinto no estado. A presença da gato-maracajá nos Estados Unidos é considerada "incerta" pela Lista Vermelha da IUCN. Restos fósseis foram coletados em depósitos do Pleistoceno no condado de Orange, no Texas, ao longo do rio Sabine, e acredita-se que tenham se espalhado por porções consideráveis do sul do Texas ao mesmo tempo. Evidências fósseis de gatos-maracajás ou gatos parecidos foram encontradas na Flórida e na Geórgia, datando do Pleistoceno, sugerindo que tinham uma distribuição ainda mais ampla no passado.

## Habitat e ecologia

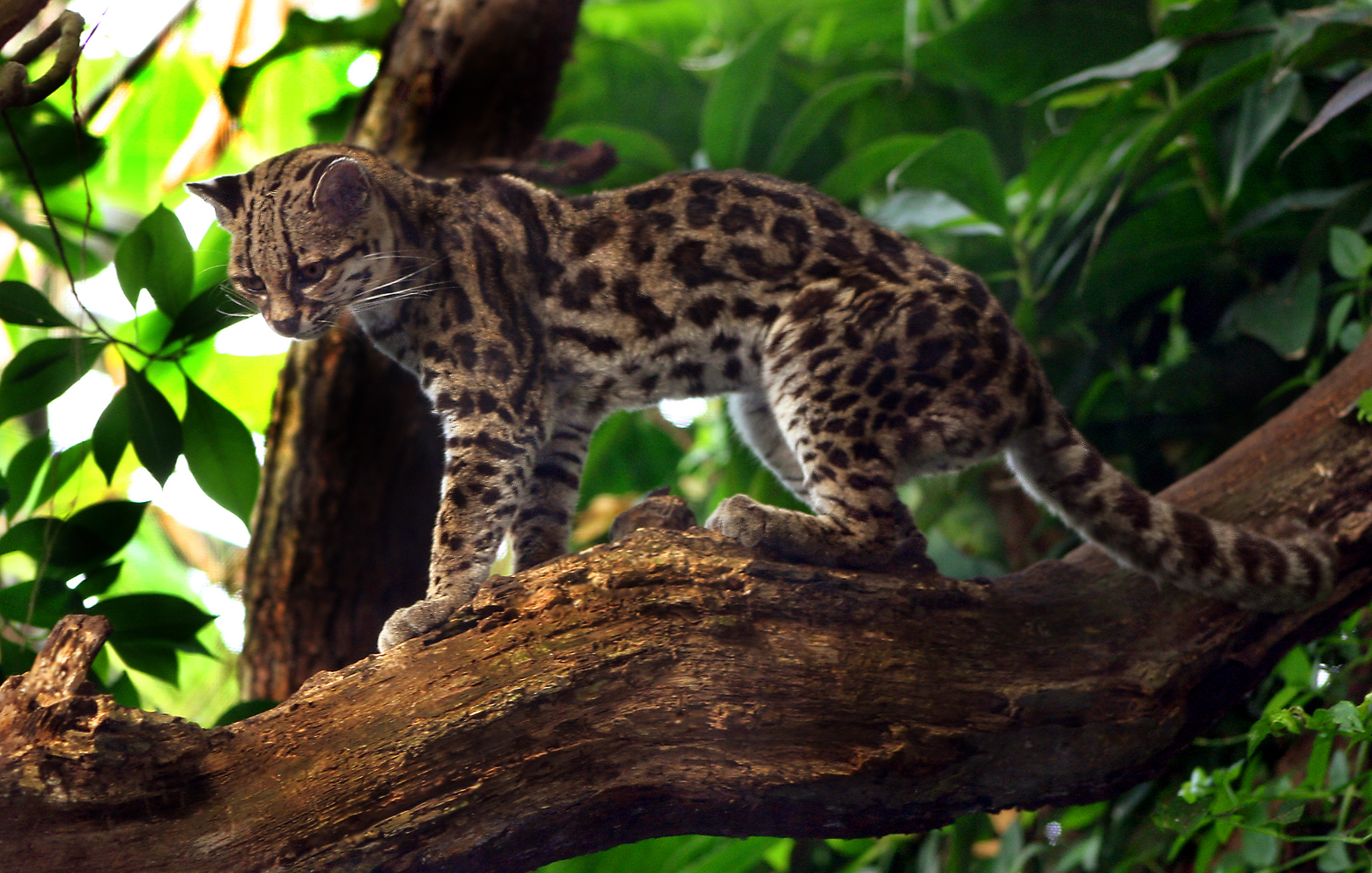
O gato-maracajá possui uma grande habilidade arborícola

O gato-maracajá ocorre em todos os biomas do Brasil, mas está principalmente associado a ambiente de floresta, sendo desde formações densas contínuas a pequenos fragmentos em ecossistemas savânicos, de matas primitivas a degradadas. Na Caatinga, sua distribuição é mais restrita a áreas de transição vegetacional e cânions de mata densa. É um alpinista habilidoso e às vezes é chamado de jaguatirica por causa dessa habilidade. Passa a maior parte do tempo nas árvores, saltando e perseguindo pássaros e macacos pelas copas das árvores. Pode virar seus tornozelos em até 180 graus, podendo agarrar galhos igualmente bem com suas patas dianteiras e traseiras, e é capaz de pular até 3,7 metros (12 pés) horizontalmente. Geralmente é solitário e vive em áreas de vida de 11 a 16 quilômetros quadrados (4,2 a 6,2 milhas quadradas). Usa a marcação de odores para indicar seu território, incluindo borrifar urina e deixar marcas de arranhões no solo ou nos galhos. Todas as suas vocalizações parecem ser de curto alcance, não fazendo chamados em longas distâncias.

### Dieta
Uma vez que o gato-maracajá é principalmente noturno e naturalmente raro em seu ambiente, a maioria dos estudos dietéticos baseou-se no conteúdo estomacal e na análise fecal. Caça pequenos mamíferos (macacos, roedores e marsupais), pássaros, ovos, lagartos e rãs arborícolas. Também come grama, frutas e outras vegetações, provavelmente para ajudar na digestão. Um relatório de 2006 sobre uma gato-maracajá perseguindo esquilos em seu ambiente natural confirmou que é capaz de caçar suas presas inteiramente em árvores. No entanto, às vezes, caçam no solo e, segundo relatos, comem presas terrestres, como Thryonomys e porquinhos-da-índia.

## Reprodução e ciclo de vida

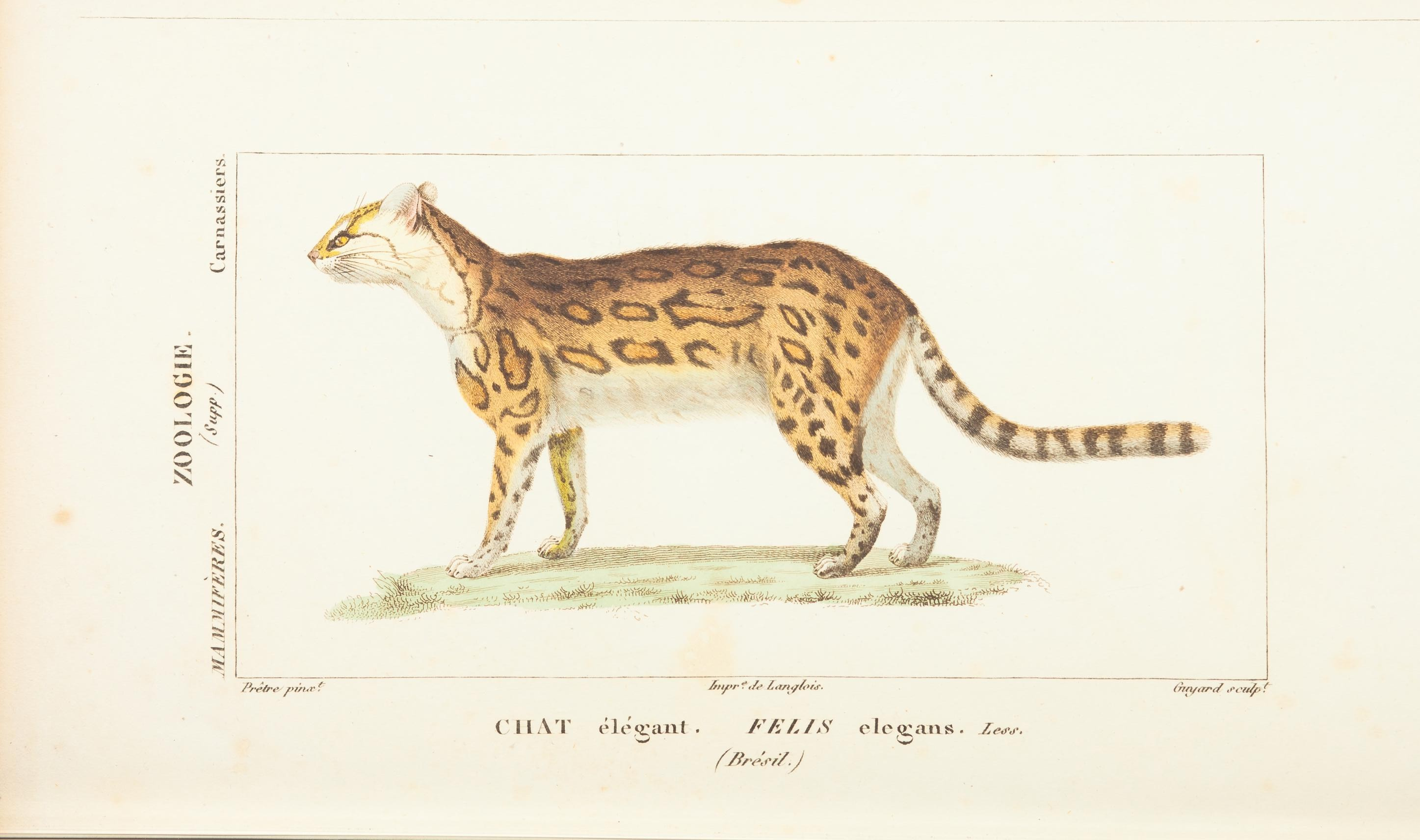
Desenho de 1844 de Paul Gervais para o Atlas de Zoologia

As fêmeas ficam no cio por quatro a dez dias ao longo de um ciclo de 32 a 36 dias, durante o qual atraem os machos com um longo gemido. O macho responde ganindo ou emitindo sons trinados e também balançando rapidamente a cabeça de um lado para o outro, um comportamento não visto em nenhuma outra espécie de gato. A cópula dura até sessenta segundos e é semelhante à dos gatos domésticos; ocorre principalmente nas árvores e ocorre várias vezes enquanto a fêmea está no cio. Ao contrário de outras espécies de felinos, os gatos-maracajás não são ovuladores induzidos.
A gestação dura cerca de 80 dias e geralmente resulta no nascimento de um único filho (muito raramente, são dois), geralmente entre março e junho. Pesam de 85 a 170 gramas ao nascer. É relativamente grande para um gato pequeno e provavelmente está relacionado ao longo período de gestação. Abrem os olhos por volta das duas semanas de idade e começam a comer alimentos sólidos com sete a oito semanas. Atingem a maturidade sexual entre 12 e 18 meses de idade e foi relatado que vivem mais de 20 anos em cativeiro.

## Conservação

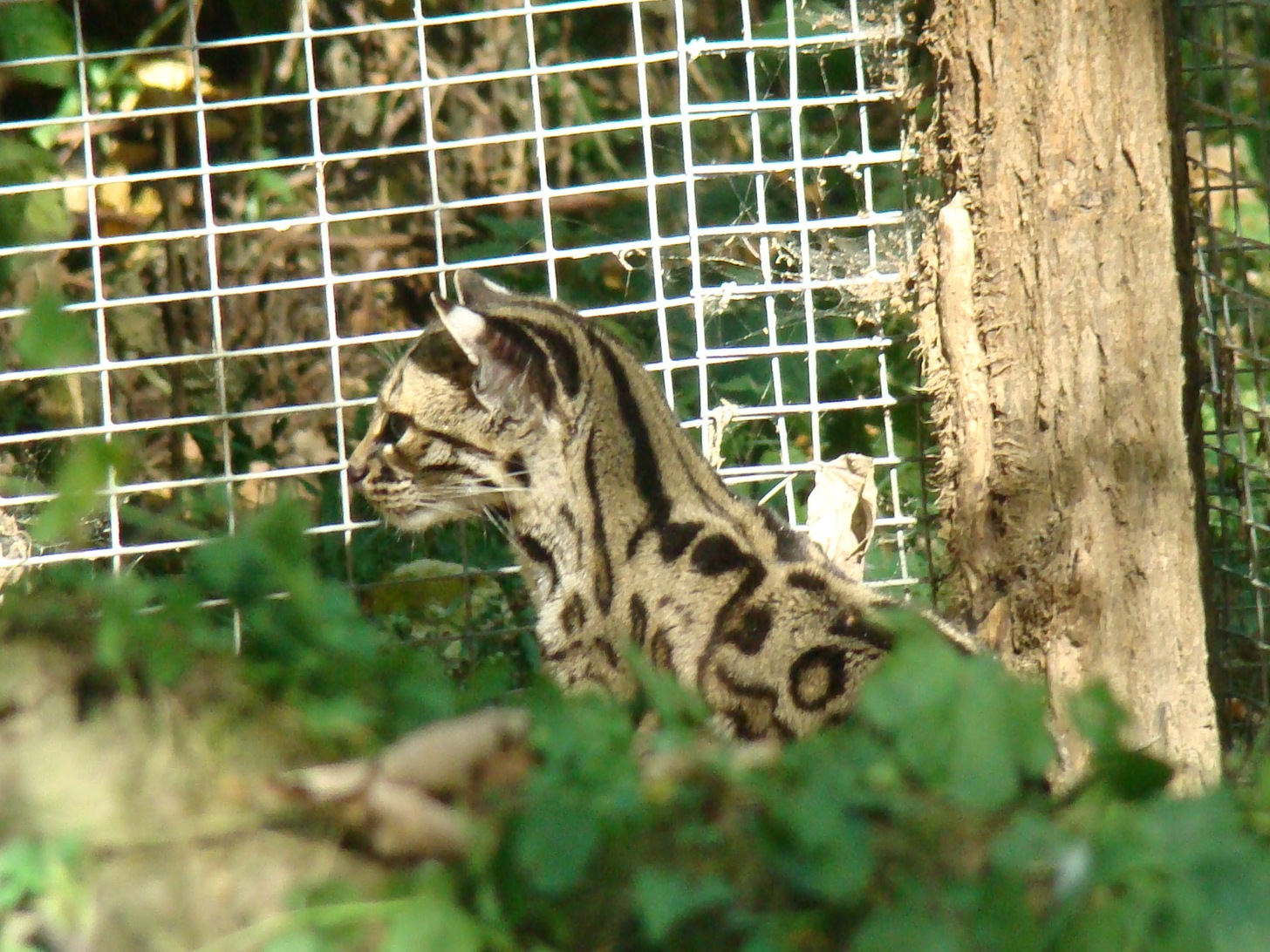
Gato-maracajá originário de Iucatã, no México, exposto no Parque dos Felinos de Lumigny-Nesles-Ormeaux, na França

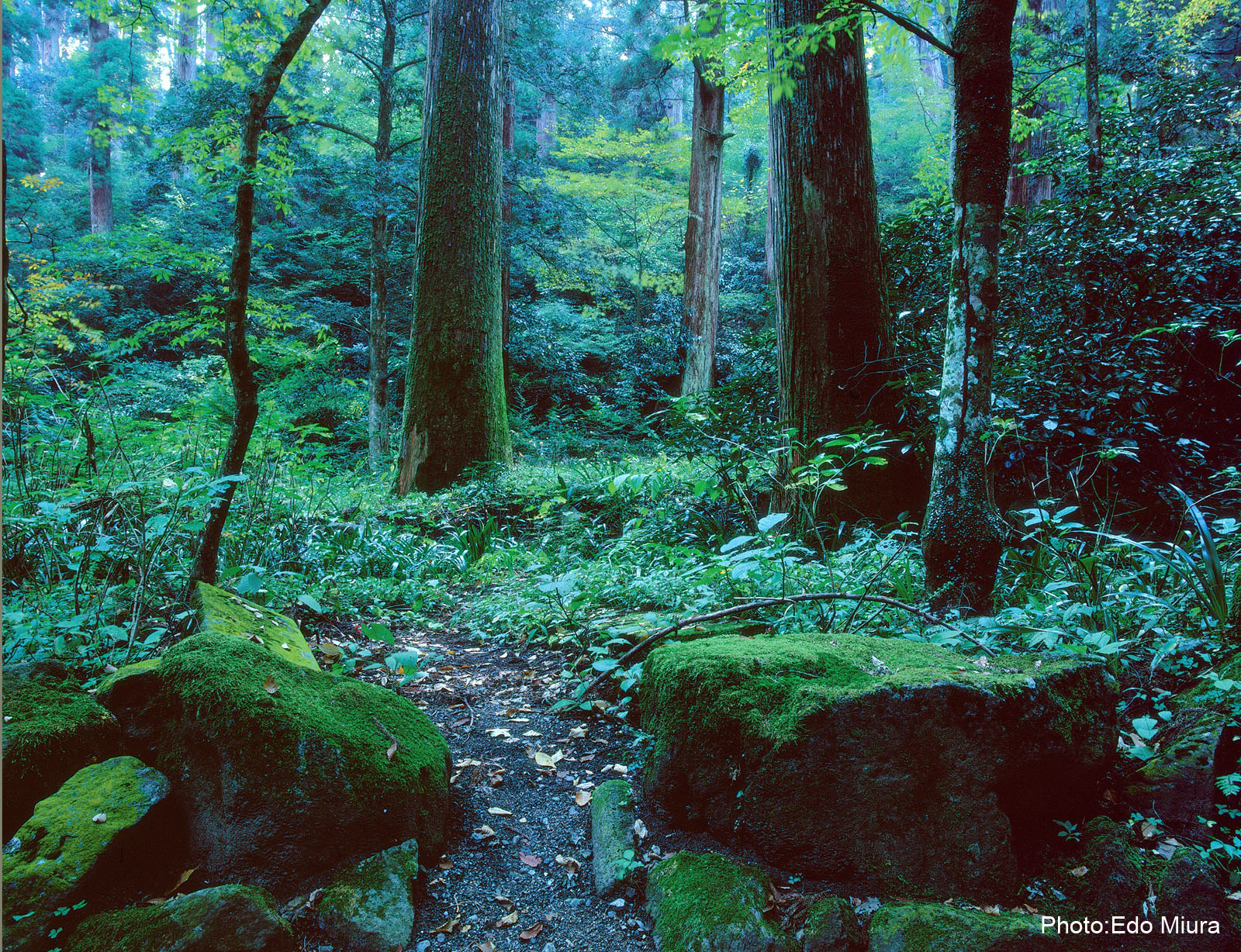
A Mata Atlântica, no Brasil, é um dos biomas onde a espécie é bastante presente, principalmente nas regiões Sul e Sudeste

Atualmente, é classificada como "quase ameaçada" visto sua ampla distribuição geográfica, pela União Internacional para a Conservação da Natureza (UICN). É regulado pelo Appêndice I da Convenção sobre o Comércio Internacional das Espécies da Fauna e da Flora Silvestres Ameaçadas de Extinção (CITES): todo comércio internacional é proibido. Estima-se que nos próximos 15 anos (3 gerações) deva ocorrer um declínio na população de cerca de 10%, devido a perda e fragmentação de habitats relacionadas à expansão agrícola.
A perda e fragmentação de seu habitat é, sem dúvida, a principal ameaça à espécie no Brasil. A Mata Atlântica e a Amazônia são os biomas em que a espécie recebe maior pressão. O abate de animais para o controle de predação de aves domésticas e o atropelamentos nas regiões Sul e Sudeste podem ser algumas das principais causas da mortalidade da espécie, da mesma forma que a transmissão de doenças por carnívoros domésticos.

### Conservação no Brasil
A população de gato-maracajá assim como as demais espécies de felinos de pequeno-médio porte do Brasil (exceção de Leopardus pardalis), é relativamente pequena. As densidades variam entre 0.01-0.05 animal por quilômetro quadrado, chegando a 0.1-0.25 indivíduo  por quilômetro quadrado apenas nas áreas consideradas de alta densidade, sendo encontradas em poucas localidades de densidade elevada e sempre onde Leopardus pardalis está ausente ou em números consideravelmente baixos. Já foi demonstrado que o gato-maracajá é afetado de forma negativa pela espécie Leopardus pardalis, por conta do seu potencial de predação intraguilda (Efeito pardalis) afetando assim, significativamente seus números. Este felino é particularmente mais abundante em ambientes florestados da Mata Atlântica (região Sul e Sudeste) e, especialmente, da Amazônia. No Cerrado é encontrada apenas em áreas de matas de galeria ou vegetação mais densa, sendo assim, seu número bastante restrito, como no Complexo do Pantanal, onde apresenta densidades bem inferiores a 0.01 por quilômetro quadrado.
Sua população efetiva foi estimada de 4 700 a 20 mil indivíduos. Uma estimativa muito conservadora do desmatamento nos dois principais biomas (Mata Atlântica e Amazônia) onde a espécie ocorre indica uma perda de no mínimo 5% do seu habitat na área atual, nos próximos 15 anos ou três gerações, prevendo assim uma perda populacional de cerca de 10% para a espécie. Dado está situação, o gato-maracajá consta em várias listas de conservação regionais: em 2005, foi classificado como vulnerável na Lista de Espécies da Fauna Ameaçadas do Espírito Santo; em 2010, como vulnerável no Livro Vermelho da Fauna Ameaçada no Estado do Paraná e em perigo na Lista de Espécies Ameaçadas de Extinção da Fauna do Estado de Minas Gerais; em 2014, como vulnerável na Lista das Espécies da Fauna Ameaçadas de Extinção no Rio Grande do Sul e em perigo no Livro Vermelho da Fauna Ameaçada de Extinção no Estado de São Paulo; em 2014 e 2018, respectivamente, como vulnerável no Livro Vermelho da Fauna Brasileira Ameaçada de Extinção e na Lista Vermelha do Livro Vermelho da Fauna Brasileira Ameaçada de Extinção; em 2017, como em perigo na Lista Oficial das Espécies da Fauna Ameaçadas de Extinção do Estado da Bahia; em 2018, com vulnerável na Lista das Espécies da Fauna Ameaçadas de Extinção no Estado do Rio de Janeiro; e em 2022, como vulnerável (VU) na Lista Vermelha de Espécies Ameaçadas da Fauna do Ceará.
Sendo a espécie considerada como ameaçada de extinção na Mata Atlântica do sul da Bahia, devido a caça e desmatamento que ocorre na região, evidenciando assim a prioridade em esforços de conservação da espécie nesse bioma. O "Projeto Gatos do Mato - Brasil" coordenado pelo Instituto Pró-Carnívoros e com participação de 10 outras instituições e equipe multidisciplinar, iniciado em 2004 com financiamento do Fundo Nacional do Meio Ambiente (FNMA), vem obtendo uma série de informações sobre a biologia e a história natural da espécie e de todos os outros pequenos felíneos (Felinae) encontrados no Brasil, contribuindo assim para à sua conservação.